# RCJ Farul Constanța
Pour les articles homonymes, voir RCJ (homonymie).
Le Rugby Club Județean Farul Constanța (RCJ Farul Constanța)  est un club de rugby à XV basé à Constanța, créé en 1955 et disparu en 2015.

## Histoire
Créé en 1955, il portait alors le nom de « Șantierul Naval ». Il a longtemps évolué en première division du rugby roumain. Il a la particularité d'avoir disputé le tout premier match de l'histoire de la Coupe d'Europe de rugby en 1995 face au Stade toulousain.
En 2015 il se retire des compétitions nationales avant d'être dissous.
Le rugby réapparaitra à Constanța grâce à la création du CSM Constanța en 2021.

## Palmarès
- Vainqueur du Championnat de Roumanie (6) en 1975, 1976, 1978, 1986, 1995, 1997.
- Vainqueur de la Coupe de Roumanie en 1992